# Комб ла Вил
Комб ла Вил (фр. Combs-la-Ville) насеље је и општина у Француској у региону Париски регион, у департману Сена и Марна која припада префектури Мелен.
По подацима из 2011. године у општини је живело 21.908 становника, а густина насељености је износила 1 457 становника/km². Општина се простире на површини од 14,48 km². Налази се на средњој надморској висини од 89 метара.

## Демографија
| 1962. | 1968. | 1975.  | 1982.  | 1990.  | 1999.  | 2011.  |
| ----- | ----- | ------ | ------ | ------ | ------ | ------ |
| 4.692 | 6.192 | 11.093 | 13.759 | 19.973 | 20.953 | 21.908 |

График промене броја становника у току последњих година